# Strategia odraczania
Strategia odraczania – jedna z najbardziej popularnych strategii, stosowana na szeroką skalę we współcześnie funkcjonujących łańcuchach dostaw. Polega na tym, że termin obsługi i przemieszczania produktu do odbiorcy powinien być odroczony dopóty, dopóki nie wpłynie zamówienie od odbiorcy. Filozofia tej strategii polega na unikaniu obsługi produktu w oczekiwaniu na to, kiedy wystąpi popyt i w jakiej formie.